# نووسایرانوو
نووسایرانوو (انگلیسی: Novosayranovo) یک شهرک در شهرستان چیشمینسکی در استان باشقیرستان کشور روسیه است.